# بطولة الأمم الخمس 1967
بطولة الأمم الستة 1967 (بالإنجليزية: 1967 Five Nations Championship)‏ هو الموسم 73 من  بطولة الأمم الستة. كان عدد الأندية المشاركة فيه  5، وفاز فيه منتخب فرنسا الوطني لاتحاد الرغبي.